# Hugo Weaving
Hugo Wallace Weaving, ameriško-avstralski filmski igralec, * 4. april 1960, Ibadan, Nigerija.
Hugo Weaving je najbolj poznan po vlogah agenta Smitha v trilogiji Matrica, Elronda v filmski trilogiji Gospodar prstanov ter kot glas likov »V« v filmu V kot vroče maščevanje in Megatron v trilogiji Transformerji.

## Kariera
Njegova prva vidna vloga je bila leta 1994 v filmu Priscilla, kraljica puščave, svetovno slavo pa je dosegel s filmom Matrica leta 1999. Vlogo agenta Smitha, računalniškega programa in glavnega protagonista serije, je nato odigral še v drugem in tretjem delu trilogije.

## Zasebno življenje
Trenutno živi v Sydneyju s partnerko Katrino Greenwood in dvema otrokoma: Harryjem in Holly. Je avstralski ambasador organizacije Voiceless, ki se zavzema za živalske pravice.